# San Jerónimo (Naranjo)
San Jerónimo è un distretto della Costa Rica facente parte del cantone di Naranjo, nella provincia di Alajuela.